# AntWeb
AntWeb es la base de datos en línea líder en hormigas, donde se almacena imágenes y registros de especímenes e información de historia natural, y documenta más de 640 000 especímenes en más de 35 000 taxones de hormigas en su repositorio de código abierto y comunitario a partir de mayo de 2018. Fue creada por el biólogo estadounidense Brian L. Fisher en 2002 y costó 30 000 dólares completar su desarrollo.